# Brenda Fassie
Brenda Nokuzola Fassie (Ciudad del Cabo, 3 de noviembre de 1964-Johannesburgo, 9 de mayo de 2004) fue un cantante sudafricana de anti-apartheid Afropop.  Cariñosamente llamada MaBrrr por sus admiradores, a veces se la describía como la "Reina del Pop Africano", la "Madonna de los Municipios" o simplemente como "La Madonna Negra". Sus audaces payasadas teatrales ganaron una reputación de "indignación".

## Biografía
Fassie nació en Langa, Ciudad del Cabo, siendo la menor de nueve hijos. Fue llamada así en honor a la cantante estadounidense Brenda Lee.
Su padre murió cuando ella tenía dos años, y con la ayuda de su madre, una pianista, comenzó a ganar dinero cantando para turistas. 
En 1981 dejó Ciudad del Cabo para irse a Soweto, Johannesburgo, para probar fortuna como cantante. Fassie se unió al grupo vocal Joy, reemplazando a una de los miembros que estaba de baja por maternidad,  convirtiéndose, más tarde, en la cantante principal de un grupo llamado "Brenda and the Big Dudes". 
En 1985 tuvo un Hijo, llamado Bognani, con un Músico de dicha Banda.
En 1989 se casó con Nhlanhla Mbambo en 1989 del que se divorció en 1991. Durante este tiempo, se convirtió en adicta a la cocaína y su carrera comenzó a decaer. 
Visitando de forma frecuente a los municipios más pobres de Johannesburgo, componiendo canciones sobre la vida en los municipios, disfrutó de una tremenda popularidad. Conocida mejor por sus canciones "Especial de fin de semana" y "Demasiado tarde para mamá", la revista Time la apodó "La Madonna de los municipios" en 2001. 
En 1995, fue descubierta en un hotel con el cuerpo de su amante, Poppie Sihlahla, que había muerto de una aparente sobredosis. Fassie se sometió a rehabilitación y volvió a encarrilar su carrera. Sin embargo, todavía tenía problemas con las drogas y regresó a las clínicas de rehabilitación aproximadamente 30 veces en su vida.
A partir de 1996 lanzó varios álbumes como solista, incluyendo Now Is the Time, Memeza (1997) y Nomakanjani. La mayoría de sus álbumes se convirtieron en ventas multiplatino en Sudáfrica; Memeza fue el álbum más vendido en Sudáfrica en 1998.

## Muerte
En la mañana del 26 de abril de 2004, Fassie se derrumbó en su casa en Buccleuch, Gauteng, y fue ingresada en un hospital en Sunninghill. Se informó a la prensa que había sufrido un paro cardíaco, pero luego se informó que había caído en un coma provocado por un ataque de asma. El informe post mortem reveló que sufrió una sobredosis de cocaína la noche de su colapso, y esta fue la causa de su coma. Ella dejó de respirar y sufrió daño cerebral por falta de oxígeno.
Nelson Mandela, Winnie Mandela y Thabo Mbeki visitaron a Fassie en el hospital, siendo noticia de primera plana en los periódicos sudafricanos. Murió a los 39 años el 9 de mayo de 2004 en el Hospital, sin volver a la conciencia después de que se apagaron las máquinas de soporte vital. Según el periódico sudafricano Sunday Times y los gerentes de su compañía de música, el informe post mortem también mostró que ella era portadira de VIH. Su representante, Peter Snyman, negó este aspecto del informe. Su familia, incluida su pareja, estaba a su lado cuando ella murió.